# Greek Revival
Le style Greek Revival s'est épanoui en Angleterre et aux États-Unis aux XVIIIe et XIXe siècles.

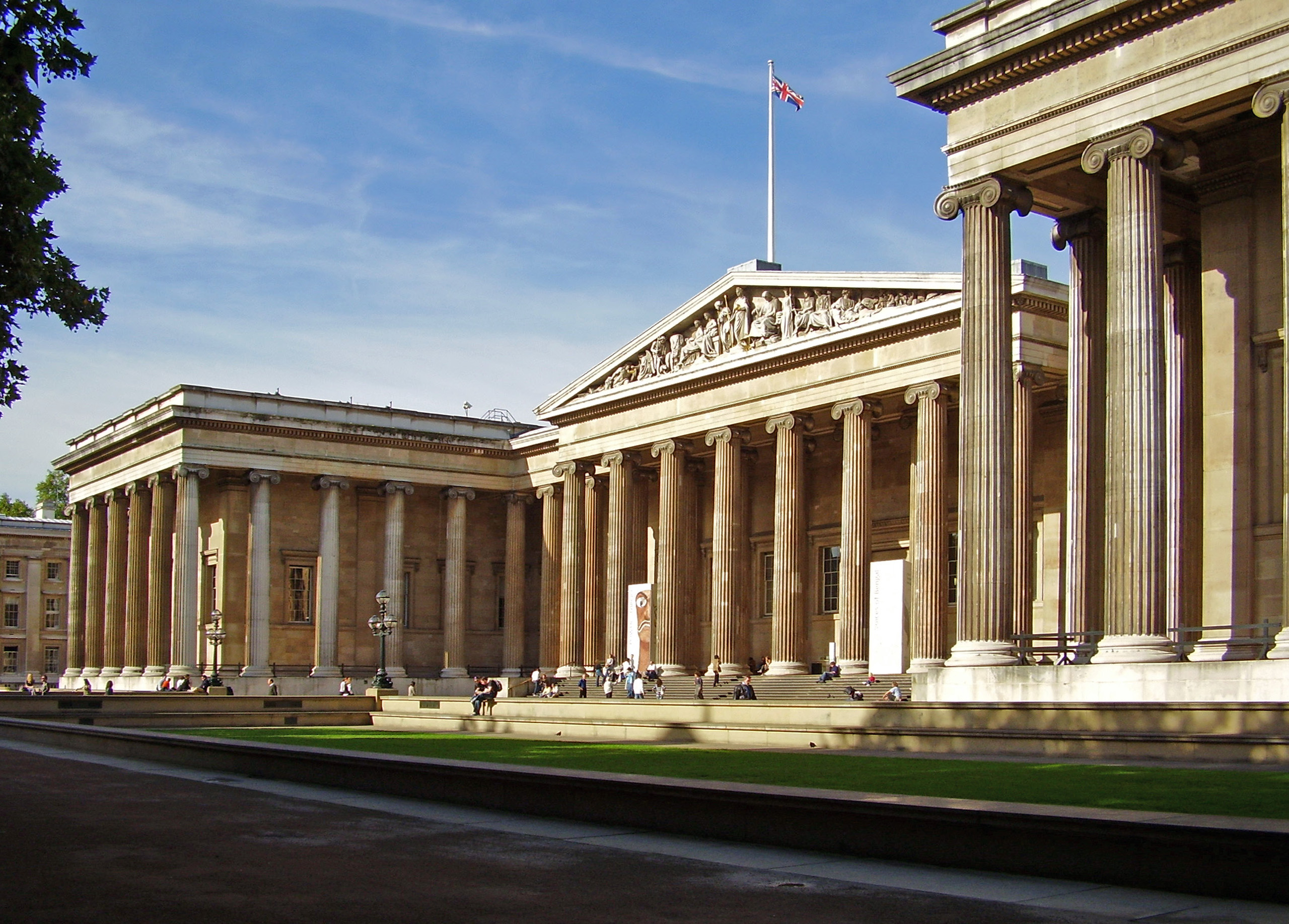
Le British museum, conçu en 1823 et réalisé entre 1842 et 1847.

En opposition au style palladien qui s'inspirait du modèle classique italien, il recherche la beauté en s'inspirant des formes et des proportions des anciens temples grecs. Il est considéré comme le deuxième style national aux États-Unis après le style fédéral, d'inspiration palladienne.
Vers la fin du XVIIIe siècle, il y eut un regain d'intérêt pour l'architecture antique en Europe et aux États-Unis. À l'origine basée sur l'architecture romaine, c'est dans les années 1820 que l'architecture américaine commença à tendre vers un style davantage inspiré par la Grèce antique. De nombreux facteurs expliquent ce changement : la guerre de 1812 a entraîné aux États-Unis un mépris de tout ce qui pouvait rappeler l'Empire britannique, y compris en architecture. Le modèle romain appelé style fédéral, n'a donc plus été vu comme le meilleur et la Grèce est apparue comme le berceau de la démocratie. En outre, en 1821, ce pays entamait sa guerre d'indépendance contre l'Empire ottoman entraînant la sympathie des Américains, eux aussi indépendants depuis peu.

## États-Unis
L'assimilation de l'architecture grecque antique à la démocratie athénienne et aux valeurs de la nouvelle république des États-Unis s'est opérée au début du XIXe siècle. Ce sont les études archéologiques des monuments antiques de Grèce qui ont permis le développement d'un style néo-grec aux États-Unis.
Benjamin Latrobe a été l'un des premiers architectes à user de ce style dans ses réalisations, il considérait en effet que l'architecture grecque avait atteint son apogée sous Périclès, alors que les Athéniens étaient libres, tandis que l'architecture grecque sous Alexandre était entrée en décadence. 

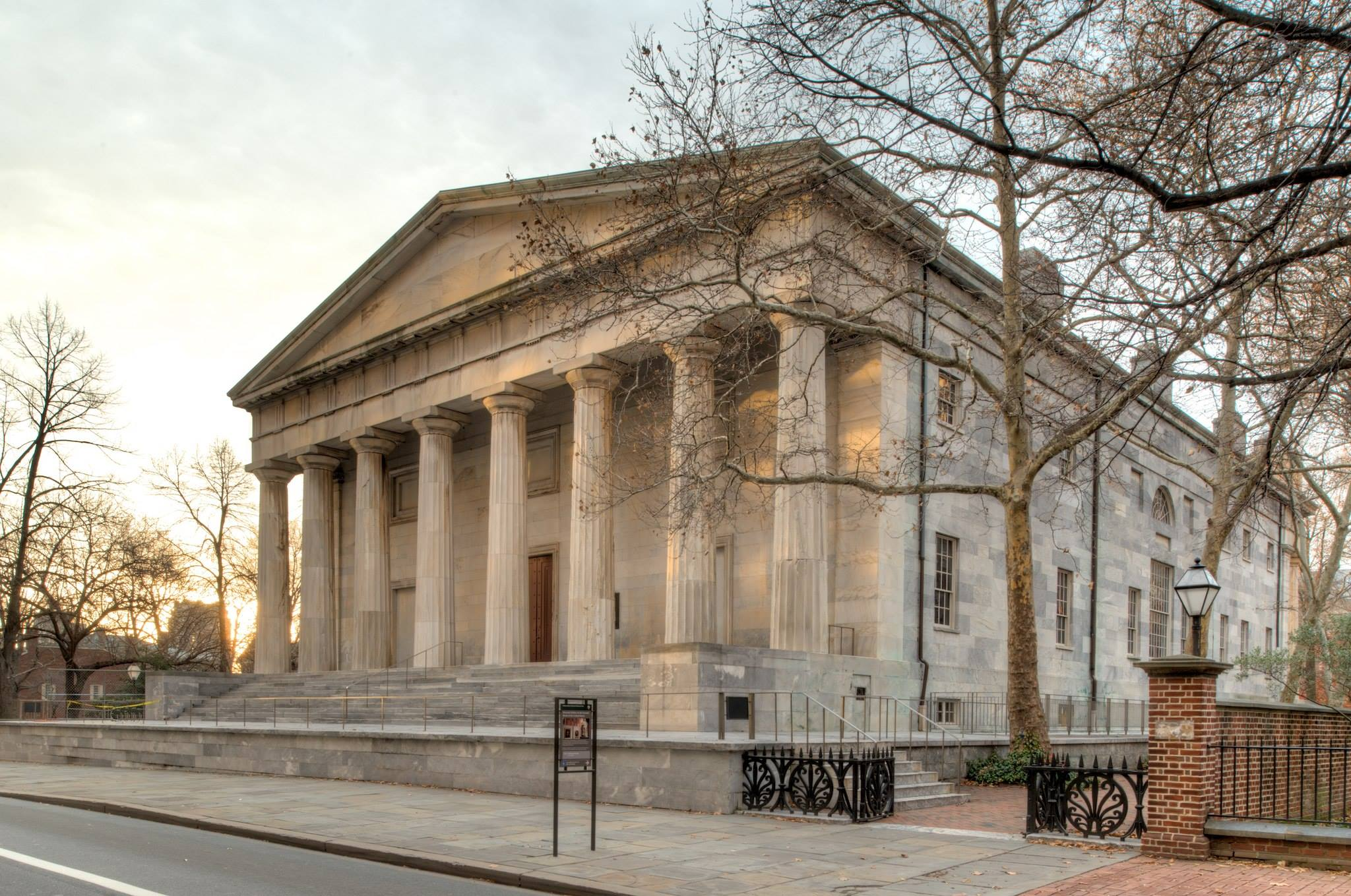
La Second Bank of the United States, construite en 1824 à Philadelphie.

Cependant, Benjamin Latrobe ne se soumettait pas entièrement aux modèles antiques, ainsi il proposa des variantes de l'ordre corinthien, dont les chapiteaux ne s'ornaient plus de feuilles d'acanthe mais d'épis de maïs et de feuilles de tabac. Une des plus grandes réalisations de Latrobe est la basilique de l'Assomption de Baltimore, construite entre 1806 et 1821. Il a ainsi affirmé : « Je suis un Grec sectaire dans la condamnation de l'architecture romaine », mais il n'a pas imposé de manière rigide les formes grecques. « Notre religion, a-t-il dit, exige une église tout à fait différente du temple antique, nos assemblées législatives et nos cours de justice sont des édifices de principe tout à fait différent des basiliques romaines ; et nos divertissements ne sauraient être exécutés dans leurs théâtres ou amphithéâtres. ». Ses élèves constituèrent la première génération d'architectes vouée au style néo-grec.
L'architecture néo-grecque en Amérique du Nord portait également une attention particulière à la décoration intérieure, notamment dans la réalisation de meubles inspirés de ceux observés sur les vases antiques.

La demeure principale de la ferme de Millford Plantation construite en 1841.

La deuxième phase du renouveau grec américain a vu les élèves de Latrobe forger un style national notamment sous l'égide du banquier et philhellène Nicholas Biddle, illustré dans des œuvres telles que la Second Bank of the United States de William Strickland (1824) ou encore la construction à New-York en 1833 de la rangée de pseudo-temples grecs de Sailors' Snug Harbor sur Staten Island. Le Federal Hall, construit à New-York en 1842, constitue également une réalisation de style néo-grec.
De 1820 à 1850, le style néo-grec a dominé les États-Unis, notamment dans le sud du pays, où le portique palladien était déjà en usage, et où de nombreuses demeures et maisons ont été construites pour les marchands et les riches propriétaires de plantations. La demeure principale de la ferme de Millford Plantation située à l'ouest de Pinewood, en Caroline du Sud est considérée comme l'un des plus beaux exemples résidentiels de style néo-grec du pays. 
Dans le même temps, l'engouement pour le style néo-grec était alimenté par des recueils de modèles architecturaux, dont le plus important était The Practical House Carpenter d'Asher Benjamin, publié en 1830.

## Galerie

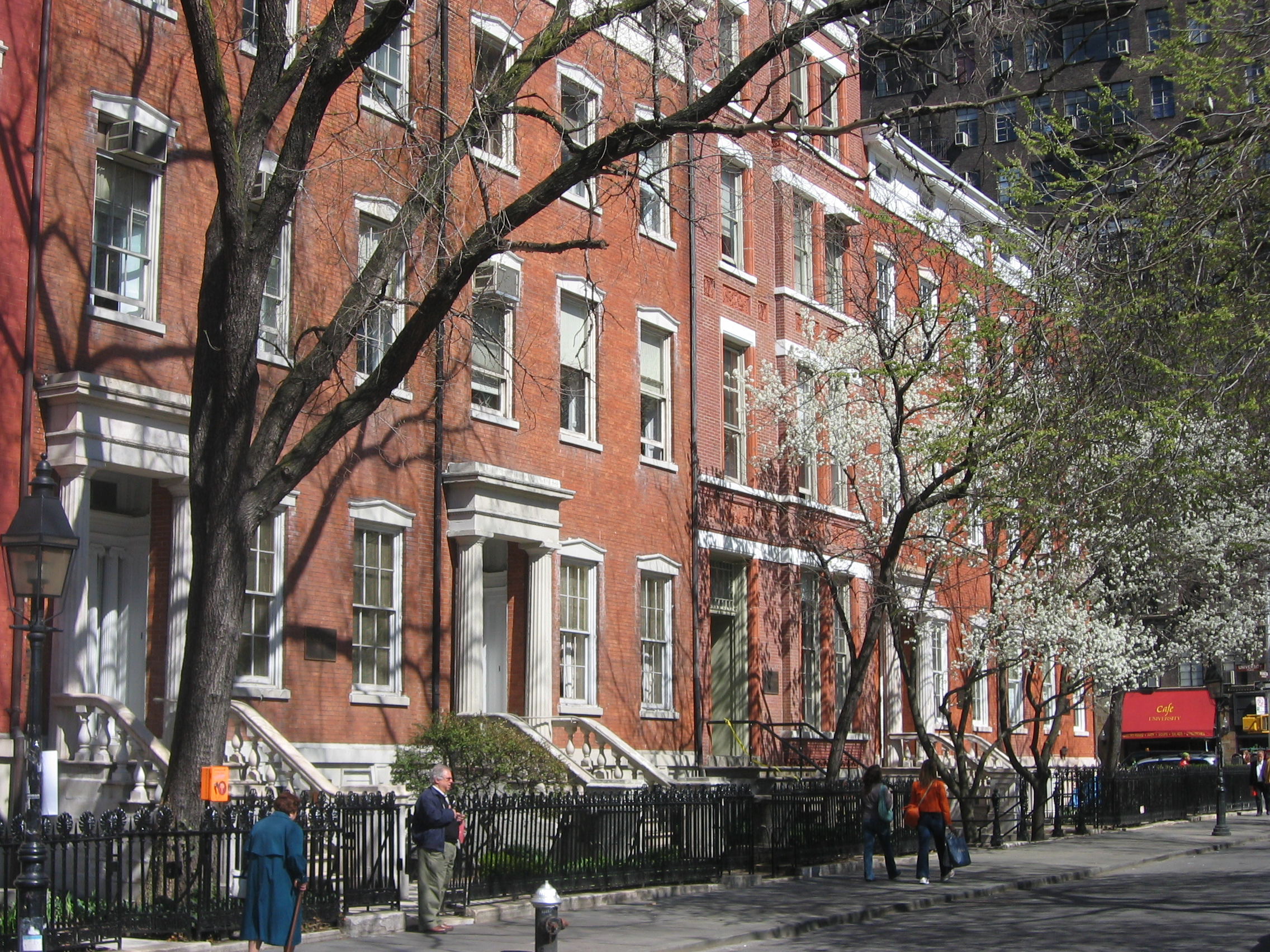
Washington Square Park, nord, New York
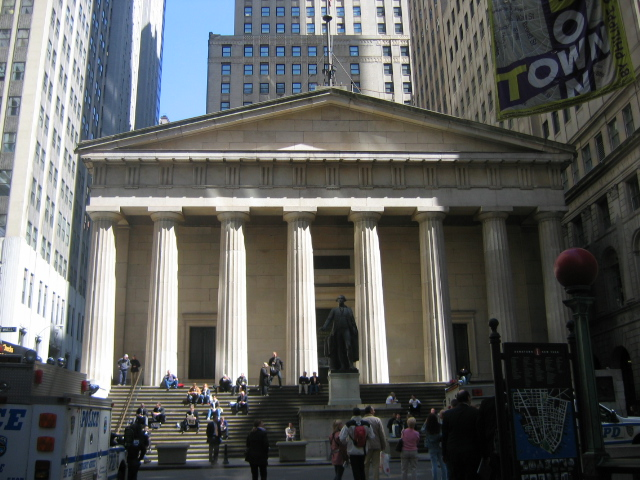
Federal Hall National Memorial, New York
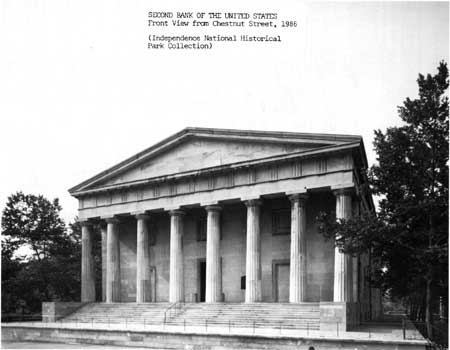
Second Bank of the U.S, Philadelphie
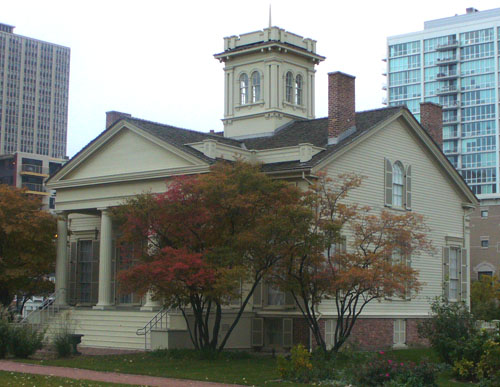
Henry B. Clarke House, Chicago
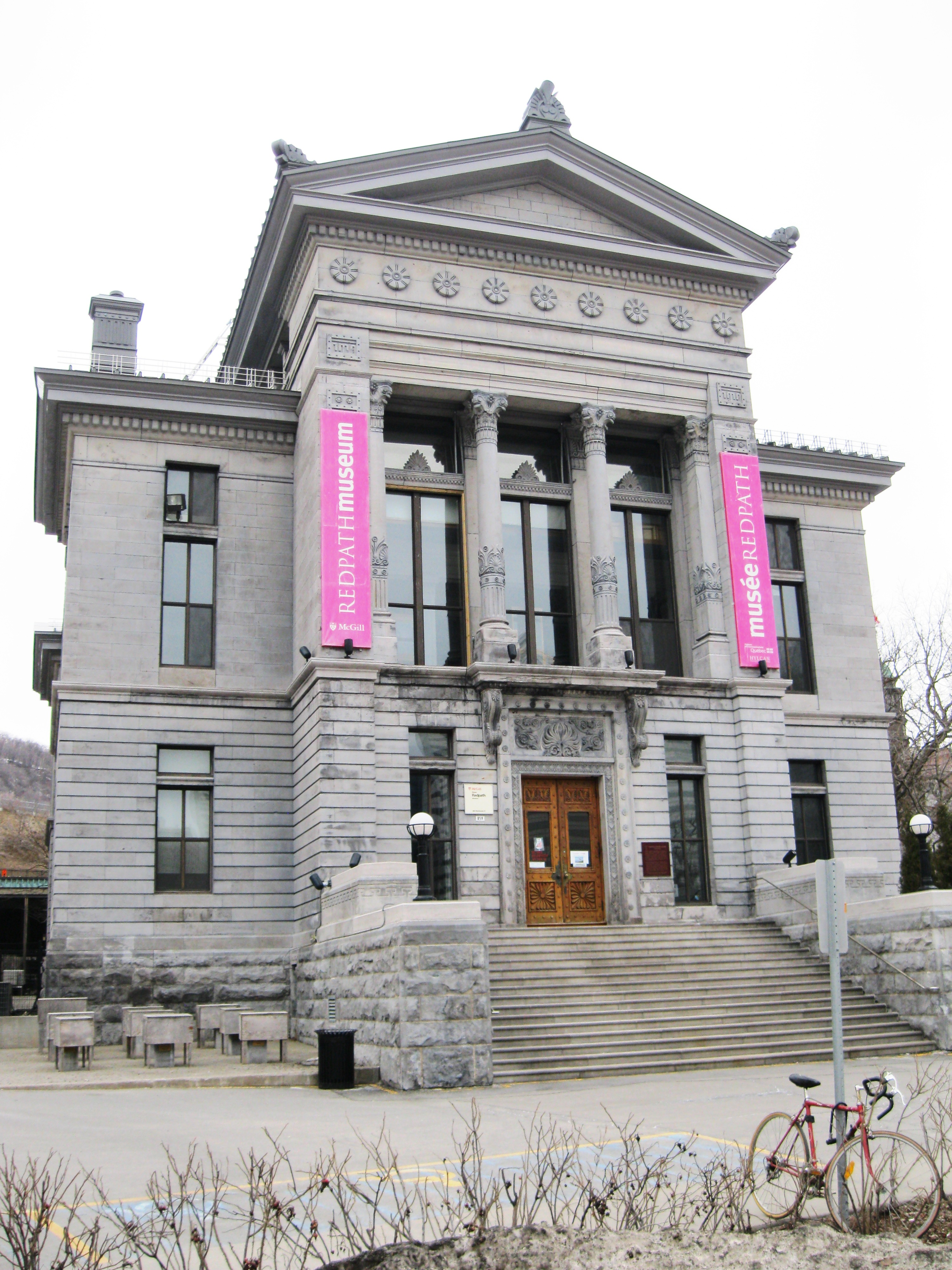
Musée Redpath, Université McGill, Montréal
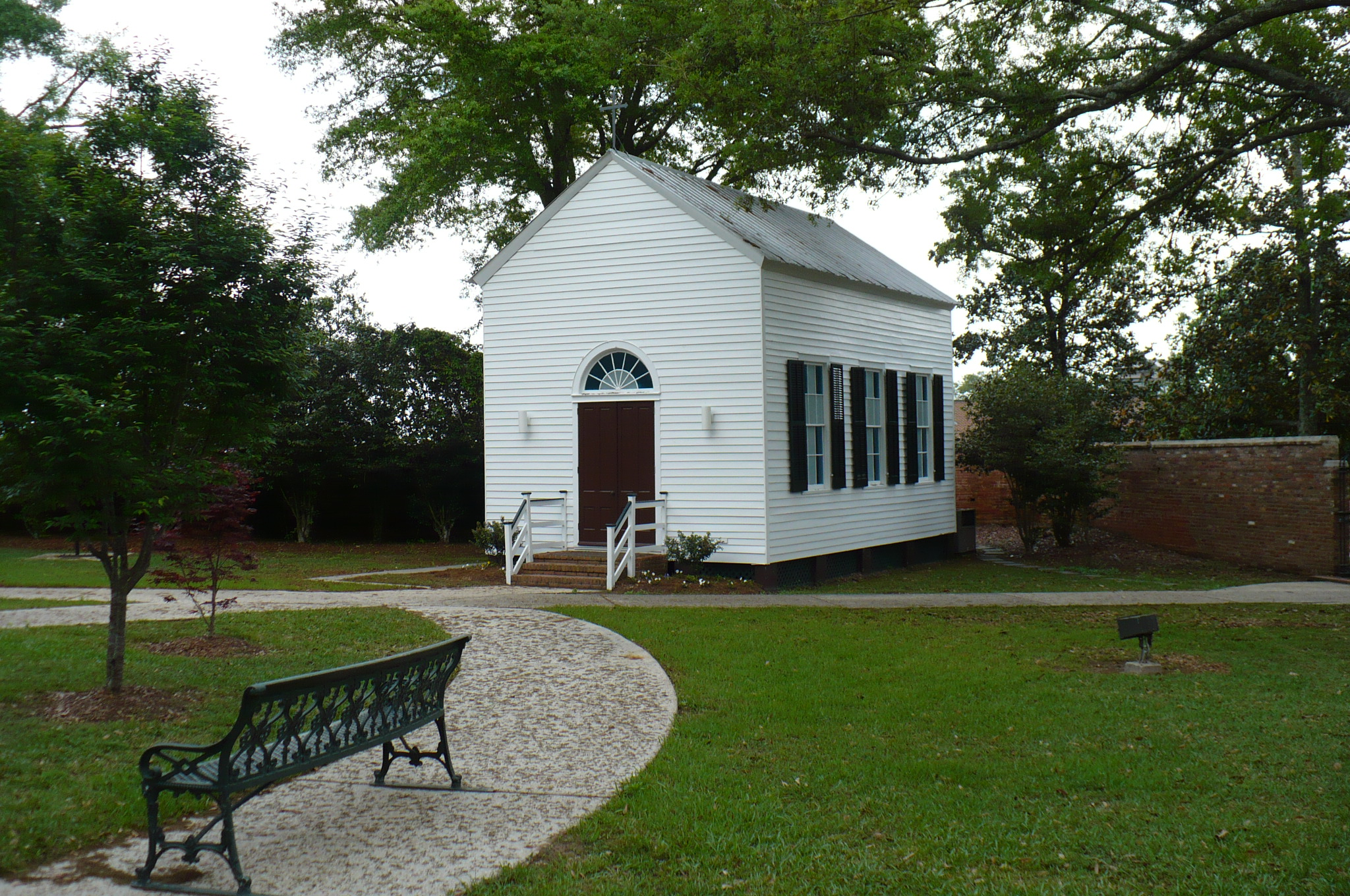
Sodality Chapel, Mobile (Alabama)